# Pogrom von Addis Abeba
Das Pogrom von Addis Abeba, auch Massaker von Addis Abeba genannt, bezeichnet die von 19. bis 21. Februar 1937 andauernden gewalttätigen Ausschreitungen gegen die Einwohner Addis Abebas während der Besatzungsherrschaft des faschistischen Italien. Sie umfassten einerseits eine generelle Verfolgung der schwarzen Mehrheitsbevölkerung, die sich in wahllosen Massenexekutionen, schwersten Misshandlungen, großangelegten Plünderungen und dem nächtlichen Niederbrennen von rund 4000 Häusern äußerte. Andererseits betrieben die Faschisten gleichzeitig auch eine gezielte und systematische Ermordung der städtischen Bildungsschicht. In Äthiopien sind die Ereignisse nach deren Startdatum im äthiopischen Kalender allgemein als Yekatit 12 bekannt (amharisch  የካቲት ፲፪).
Den Anlass für das Pogrom lieferte ein fehlgeschlagener Attentatsversuch auf den faschistischen Vizekönig Rodolfo Graziani. Dieser hatte am 19. Februar etwa 3000 Stadtbewohner in seine Residenz geladen, um die Geburt des ersten Sohns des italienischen Thronfolgers Umberto von Savoyen zu feiern. Während der Zeremonie warfen zwei Angehörige der äthiopischen Widerstandsbewegung neun Granaten in Richtung der höchsten Vertreter der italienischen Besatzungsmacht, wobei Vizekönig Graziani schwer verletzt wurde. Kurz darauf eröffneten die anwesenden italienischen Soldaten mit Maschinengewehren das Feuer auf die versammelte Menge. Das Palastgelände wurde dabei vom Militär abgeriegelt, fast alle anwesenden Äthiopier kamen darin um. Anschließend erteilte der lokale faschistische Parteisekretär Guido Cortese der 6. Schwarzhemden-Division einen dreitägigen Freibrief für „Vergeltungsaktionen“ gegen die schwarze Zivilbevölkerung, die von den Faschisten kollektiv für den Attentatsversuch verantwortlich gemacht wurde. In den folgenden Tagen wurden äthiopische Zivilisten massenhaft erschossen und gehängt, aber auch mit Keulen, Schaufeln oder Mistgabeln erschlagen, im Fluss ertränkt oder von Flammenwerfern in ihren Hütten lebendig verbrannt – darunter überproportional viele Frauen und Kinder.

Variante der schwarzen Parteifahne der Faschisten

Treibende Kraft der Gewaltexzesse waren die faschistischen Milizionäre, jedoch nahmen auch Angehörige der Carabinieri, des Militärs, italienische Siedler und Kolonialtruppen am Pogrom teil. Die Gesamtzahl der Pogromopfer ist aufgrund der bisher lückenhaft erfolgten Forschung Gegenstand wissenschaftlicher Debatten. Während die äthiopischen Behörden nach dem Zweiten Weltkrieg 30.000 Tote angaben, hielt die italienische Geschichtsschreibung meist höchstens 3.000 Todesopfer für glaubhaft. Jedoch korrigierten bereits Arbeiten kritischer italienischer Historiker diese Angabe nach oben: so ging Angelo Del Boca (1969) von bis 6.000 Toten aus, Brunello Mantelli (2007) von 15.000 bis 20.000 Toten. Der britische Historiker Ian Campbell, der 2017 die erste umfassende Darstellung des Massakers vorlegte, schätzt in seiner Fallstudie die Gesamtzahl der Opfer auf 19.200 Menschen, womit Addis Abeba in nur drei Tagen 19 bis 20 % seiner Bevölkerung verloren hätte. Nicht berücksichtigt werden in Campbells Schätzung jene Äthiopier, die nach dem Massaker an den Folgen von Verletzungen verstorben sind oder während ihrer anschließenden Internierung in den Konzentrationslagern Danane und Nocra ums Leben kamen. Auch die zur gleichen Zeit in anderen äthiopischen Städten getöteten Menschen werden nicht mitgezählt. 

Opfer des Massakers
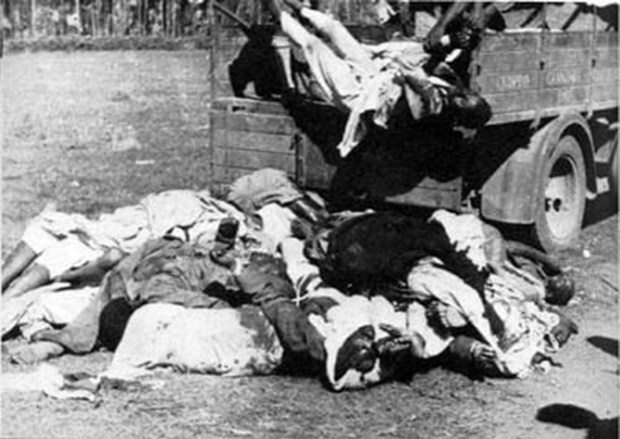
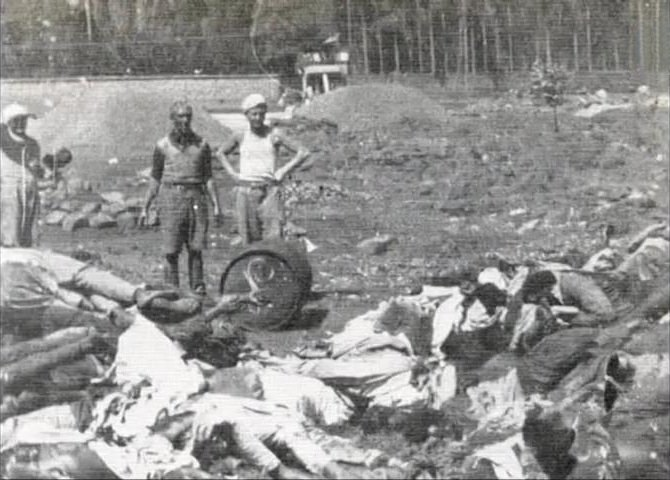
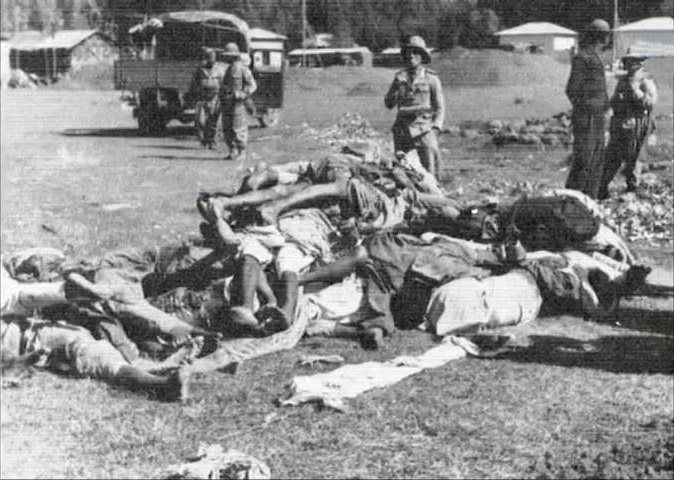
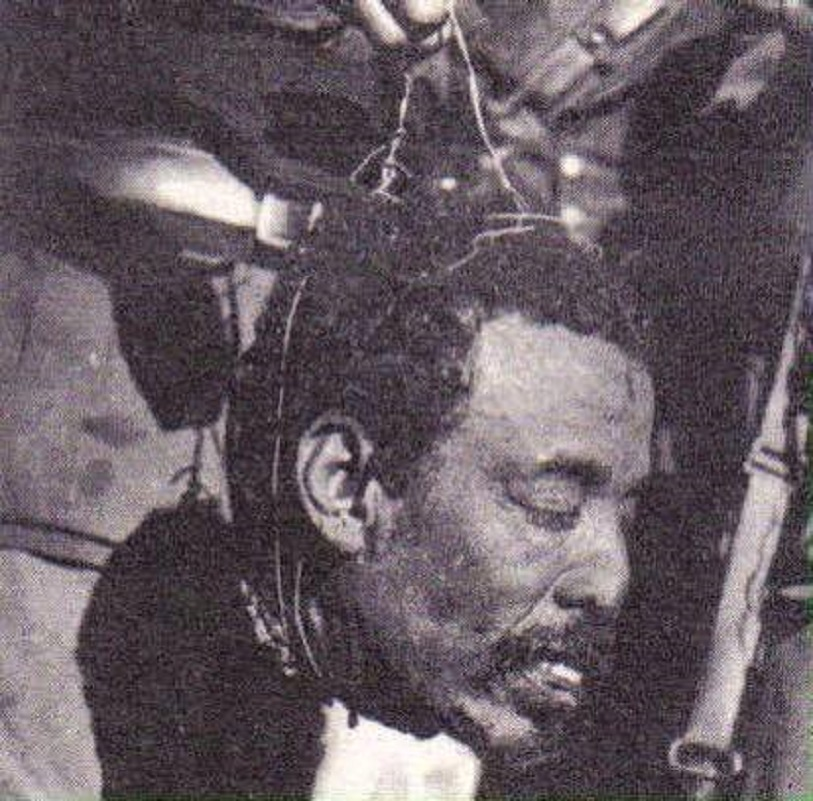
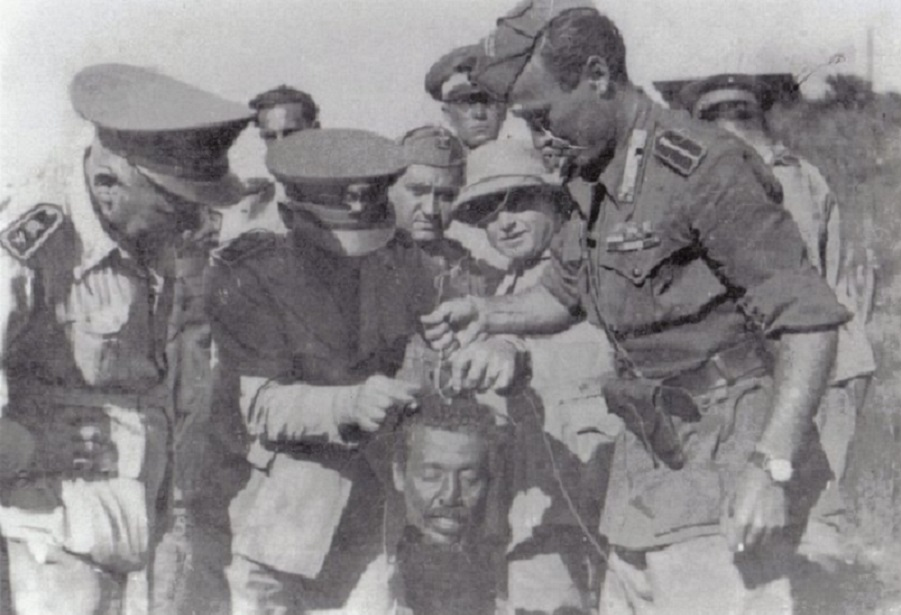
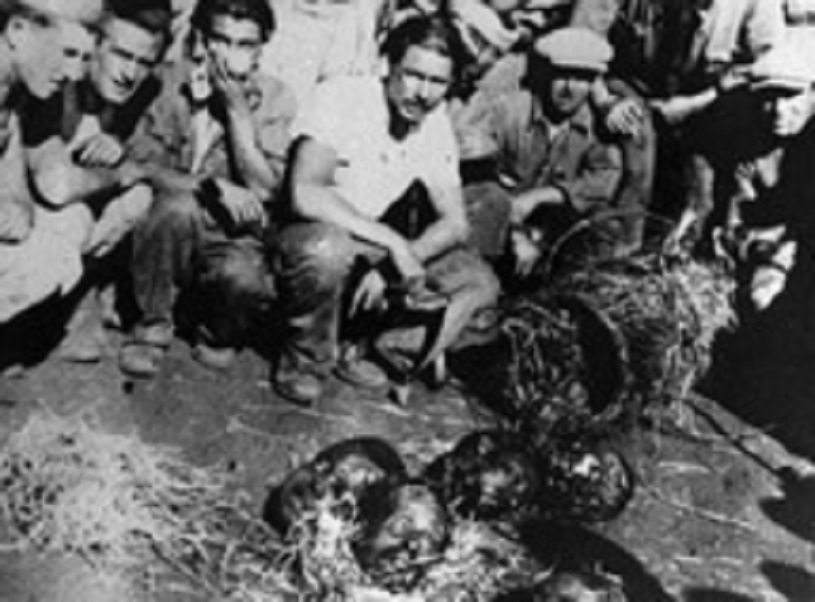